# Ochthebius angelinii
Ochthebius angelinii är en skalbaggsart som beskrevs av Ferro 2008. Ochthebius angelinii ingår i släktet Ochthebius och familjen vattenbrynsbaggar. Inga underarter finns listade i Catalogue of Life.